# Deepika Padukone
Deepika Padukone (दीपिका पडुकोण), née le 5 janvier 1986 à Copenhague, au Danemark, est une artiste et mannequin indienne.
Malgré des débuts à l'écran en 2006 aux côtés de l’acteur Upendra dans Aishwarya, sa carrière d'actrice ne démarre vraiment que l'année suivante avec le mélodrame Om Shanti Om qui lui apporte le Filmfare Award du meilleur espoir féminin. Tournant aussi bien dans des films très grand public (Chandni Chowk To China, Housefull, Race 2...) que dans des œuvres plus exigeantes (Karthik Calling Karthik, Khelein Hum Jee Jaan Sey, Aarakshan...), elle s'impose progressivement comme une actrice de premier plan à Bollywood. Elle concrétise cette prééminence en 2013 en étant à l'affiche de quatre des plus gros succès commerciaux de l'année : Race 2, Yeh Jawaani Hai Deewani, Chennai Express et Ram-Leela, ces deux derniers films lui permettant de recevoir respectivement l'IIFA Award de la meilleure actrice et le Filmfare Award de la meilleure actrice. Elle est suivie par plus de 78 millions d’abonnés sur Instagram.

## Biographie
Elle nait à Copenhague, au Danemark, le 5 janvier 1986. Sa famille s'installe à Bangalore (Karnataka) alors qu'elle n'est âgée que de six mois. Son père, Prakash Padukone, est un champion de badminton de réputation internationale, tandis que sa mère est agent de voyage. Elle a aussi une sœur plus jeune, Anisha, jeune joueuse de golf, née le 2 février 1991, qui est une danseuse de bharata natyam confirmée[réf. nécessaire].
Deepika Padukone étudie au lycée Sophia High School à Bangalore puis à l’université Mount Carmel College.
Dans sa jeunesse, elle suit les pas de son père et s’initie au badminton, elle voyage à travers l'Inde pour participer à des tournois de niveau national mais se rend compte que le monde du mannequinat l’intéresse davantage. C’est avec le soutien de ses parents qu'elle monte sur les podiums et apparaît dans les spots publicitaires de plusieurs grandes marques indiennes, Liril, Dabur Lal powder, Close-up toothpaste et Limca, sa notoriété en tant que mannequin augmente, elle devient alors l’égérie de la marque Maybelline et apparaît en vedette dans le Calendrier Kingfisher de l'année 2006. Son succès de mannequin lui permet de débuter à Bollywood ,.
La presse people indienne lui prête une relation amoureuse avec l’acteur Ranbir Kapoor, celui-ci confirme la nouvelle en mars 2008  ; mais ils se séparent en 2009.
En 2017, Vin Diesel, sa co-star, confirme dans une interview la relation de Deepika Padukone avec Ranveer Singh. C'est en 2012 sur le tournage de Ram-Leela, que Deepika entame cette relation amoureuse avec sa co-star. Depuis, ils ne se quittent plus et c'est le 14 novembre 2018 en Italie au Lac de Côme qu'ils se marient.

## Carrière

### Premiers succès
Deepika Padukone fait ses débuts dans l’industrie cinématographique indienne en 2006 avec le film en kannada Aishwarya, avec Upendra comme partenaire, mais ce film ne lui vaut aucune notoriété.
Elle voit sa carrière basculer en 2007, lorsqu'elle donne la réplique à la vedette indienne Shah Rukh Khan dans la superproduction de la réalisatrice Farah Khan, Om Shanti Om. Dans ce film mélodramatique, elle interprète un double rôle à la suite d'une réincarnation. L'interprétation de Deepika Padukone est bien reçue par les critiques et lui permet d’obtenir le Filmfare Award du meilleur espoir féminin ainsi qu'une nomination au Filmfare Award de la meilleure actrice[réf. nécessaire].
Taran Adarsh, journaliste et critique de cinéma affirme : « Deepika a tout ce qu’il faut pour être parmi les top-stars : sa personnalité, son apparence et bien évidemment son talent. Avoir comme partenaire Shah Rukh Khan et tenir son rôle avec aisance n’est pas une mince affaire, elle apporte une bouffée d’air frais au cinéma indien ».
Au sujet de la préparation d'Om Shanti Om, elle déclare : « Farah Khan a pris soin de moi dès notre première réunion, elle m’a présentée à Shah Rukh Khan et a veillé à ce que je me sente à l'aise avec lui. Six mois avant le tournage, afin de mieux nous connaître nous nous sommes régulièrement rencontrés lors de déjeuners et dîners ».

### Poursuite de sa carrière
Deepika Padukone incarne ensuite le rôle de Gayatri, dans le film romantique Bachna Ae Haseeno (2008) aux côtés de Ranbir Kapoor, Bipasha Basu et Minissha Lamba. Gayatri est une jeune étudiante indienne, conductrice de taxi pour financer ses études. Le film, sorti en août 2008, atteint un assez bon niveau au box-office mais Deepika Padukone ne réussit pas à marquer autant les esprits qu’avec son rôle de Shantipriya dans Om Shanti Om. Cependant Khalid Mohamed remarque : « Deepika Padukone est un vrai plaisir pour les yeux. Elle apprivoise parfaitement la caméra ».
Elle joue à nouveau un double rôle dans Chandni Chowk To China, sorti en janvier 2009. Le film est dirigé par Nikhil Advani et Deepika Padukone est aux côtés d’Akshay Kumar. Le film est un désastre commercial, Nikhat Kazmi du Times of India affirme : « Deepika a l’air perdue, triste et désespérée pendant presque tout le film ». De même Taran Adarsh note : « Le rôle de Deepika est juste passable »,.
Son quatrième film, Love Aaj Kal (traduction : « L'amour aujourd'hui, hier et demain »), sorti en juillet 2009, s’avère être l'un des plus grands succès de l'année. Réalisé par Imtiaz Ali et produit par Saif Ali Khan, le scénario tente de démontrer que l'amour est universel et intemporel, que chacun crée ses propres règles du jeu, et que la nouvelle génération a changé les valeurs de l’amour. Grâce à sa performance Deepika Padukone est à nouveau nommée pour le Filmfare Award de la meilleure actrice. Tarun Adarsh déclare : « Deepika a vraiment très, très bien joué son rôle. Travailler avec Saif Ali Khan n'est pas facile mais elle l'a fait. Ce film sera certainement un tournant dans sa carrière ».
La même année, elle coopère pour la deuxième fois avec Farah Khan et Shahrukh Khan et apparaît dans un item number dans Billu. Puis elle fait une apparition musicale dans le film telugu Love 4 Ever ainsi que dans Main Aur Mrs Khanna de Sohail Khan.

### Les années 2010

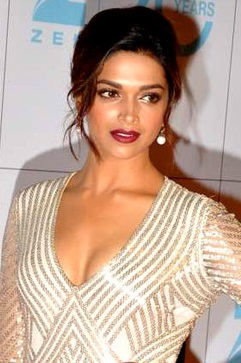
Deepika Padukone aux Zee Cine Awards 2013

Son premier film de 2010 produit par Excel Entertainement, Karthik Calling Karthik, est un thriller avec comme partenaire Farhan Akhtar qui joue un schizophrène : un Karthik aux multiples facettes, parfois désespéré et perdu, mais qui sait aussi être charmeur et intelligent, tendrement amoureux du personnage interprétée par Deepika : Shonali Mukherjee une fille moderne et branchée qui, déçue par d’autres hommes, restera auprès de Karthik pour le soutenir. Deepika Padukone reçoit de bonnes critiques mais le film ne s’est pas affirmé au box-office.
Elle poursuit en interprétant le rôle de Soundarya dans la comédie romantique de Sajid Khan, Housefull aux côtés de Riteish Deshmukh, Lara Dutta, Akshay Kumar, Boman Irani, Arjun Rampal et Jiah Khan. Le film rencontre un grand succès en Inde dès la première semaine et Deepika Padukone reçoit de bonnes critiques.
Elle fait ensuite partie du film de Yash Raj Films, Lafangey Parindey, dirigé par Pradeep Sarkar. Elle joue le rôle de Pinky Palkar, une jeune femme aveugle qui répète sans cesse son numéro de danse en roller, persuadée que l’émission de télévision India’s Got Talent lui permettra de s’envoler loin de tous ses tracas. Le journaliste Subhash K Jha, salue sa performance et écrit dans The Times of India : « Deepika Padukone apporte de la grâce et de la délicatesse à cette l'histoire ».
Son film Break Ke Baad aux côtés d’Imran Khan où elle joue le rôle d’Aaliya Khan, une jeune fille capricieuse qui rêve d’être une star de cinéma, n’est pas un succès commercial mais elle obtient tout de même de bonnes critiques dont celle de Taran Adarsh : « J'aime la spontanéité qu'elle a apporté à son personnage. Après Love Aaj Kal, Break ke Baad est un autre film où l'on peut apprécier le talent de Deepika ».
À la fin de 2010, elle interprète un tout autre rôle, plus traditionnel et guerrier tout en gardant les rêves d’amour et de romance, dans Khelein Hum Jee Jaan Sey du réalisateur Ashutosh Gowariker avec comme partenaire Abhishek Bachchan. C’est un film qui joue sur un point sensible : la réelle histoire d’une vingtaine d’adolescents guidés par des activistes indépendantistes dont deux femmes (Deepika Padukone, Vishakha Singh), emportés par la lutte pour l’indépendance de l’Inde en 1930. Ensemble, ils attaquent un poste militaire, volent des armes, saccagent les installations télégraphiques et perturbent le trafic ferroviaire. Le film est inspiré d’un roman bengali connu en Inde, Do and Die: The Chittagong Uprising: 1930-34, de Manini Chatterjee. Le film est un grand flop et a déçu les critiques qui s’attendaient à un film plus fort en émotions.
Elle commence l’année 2011 par un item number intitulé Mit Jaaye Gham, dans le film de Rohan Sippy Dum Maaro Dum, chanson très populaire interprétée par Asha Bhosle en 1971 qui évoque la drogue. Dans sa version 2011, remixée par Pritam Chakraborty et chorégraphiée par Bosco Martis et Caesar Gonsalves, Dum Dum Maaro, rebaptisée Mit Jaaye Gham, rencontre de nouveau un grand succès. Les avis restent cependant mitigés sur cette performance : le Deccan Chronicle trouve que « les pas de Deepika sont trop mécaniques » tandis que Taran Adarsh pense qu'elle « enflamme l’écran » .
Par la suite, elle joue le rôle de la fille d’Amitabh Bachchan dans le film de Prakash Jha, Aarakshan, le journaliste Pratim D. Gupta affirme dans The Telegraph India « Deepika Padukone apporte de la fraîcheur à ce film, ses deux scènes avec Amitabh Bachchan - celle où elle se révolte et l'autre où elle se rachète – montre la maturité et l’évolution de son jeu d’actrice et de son talent ».
Elle débute 2012 avec le film de Rohit Dhawan, Desi Boys, aux côtés d’Akshay Kumar, John Abraham et Chitrangada Singh dans lequel elle interprète le rôle de Radhika Awasthi qui rêve d'un beau mariage, d'une sublime lune de miel et d'une magnifique maison. Taran Adarsh aime sa performance et déclare : « Deepika continue d'évoluer en tant qu'actrice et prouve une nouvelle fois son courage et son talent ».
L'année 2013 est faste pour Deepika Padukone puisque les quatre films dans lesquels elle est à l'affiche occupent le haut du box office indien. Le premier, Race 2 (Abbas-Mustan) est un film d'action plutôt décevant malgré une distribution de qualité : Saif Ali Khan, John Abraham et Anil Kapoor. Dans le second, Yeh Jawaani Hai Deewani, elle retrouve Ranbir Kapoor dans une comédie romantique certes conventionnelle, mais dont les mérites de la réalisation d'Ayan Mukerji et de l'interprétation sont remarqués par les critiques. L'été voit la sortie de Chennai Express réalisé par Rohit Shetty avec Shahrukh Khan. Si les critiques sont réservés sur cette comédie d'action qui traite avec légèreté des différences de culture et des difficultés de communication entre les Indiens du Nord et ceux du Sud, les spectateurs se précipitent dans les salles ce qui permet à Chennai Express d'établir de nouveaux records (provisoires) au box office indien. Ram-Leela, malgré quelques difficultés avec des traditionalistes hindous qui essaient vainement d'interdire sa sortie, connait également un beau succès public. Les critiques apprécient généralement ce film de Sanjay Leela Bansali dont ils saluent la somptuosité et dans lequel ils notent la complicité du couple que Deepika Padukone forme avec Ranveer Singh. Cette omniprésence sur les écrans lui permet de recevoir plusieurs prix d'interprétation dont le prestigieux Filmfare Award de la meilleure actrice (Ram-Leela) et les Screen Awards de la meilleure actrice décernés par le jury et le public (Ram-Leela, Chennai Express).
La fortune continue à sourire à l'actrice l'année suivante avec Happy New Year, film de casse dans lequel elle retrouve Shahrukh Khan.
Deepika Padukone joue le rôle d'une architecte bengali qui prend soin de son père hypocondriaque (Amitabh Bachchan) dans la comédie de Shoojit Sircar Piku (2015) pour lequel elle a gagné le award Filmfare de la meilleure actrice. Le film reçoit des critiques positives. La même année, l'actrice apparait avec Ranbir Kapoor dans le film de Imtiaz Ali Tamasha et dans la romance de Sanjay Leela Bhansali, Bajirao Mastani avec Ranveer Singh (Bajirao I) et Priyanka Chopra (Kashibai). Ce film est un succès au box-office.
En 2017, Deepika fait ses débuts à Hollywood dans xXx:The Return of Xander Cage aux côtés de Vin Diesel,.

### Les années 2020
Elle s'engage dans le débat politique en Inde pour défendre la laïcité et intervient en janvier 2020, aux côtés d'un dirigeant du Parti communiste d’Inde et d'une syndicaliste étudiante, sur le campus d’une université progressiste qui avait été attaqué par des casseurs. S'ensuivent des attaques sexistes à son encontre, des appels au boycott et des menaces.
En 2022, elle est membre du jury au Festival de Cannes sous la présidence de Vincent Lindon.
Elle fait un retour dithyrambique en 2023 dans le film d'action Pathaan, de nouveau au côté de Shar Rukh Khan. Elle présente la pastille de la performance live de la chanson Naatu Naatu du film RRR aux Oscars 2023, bien qu'elle ne fasse pas partie du projet.

## Filmographie
| Année | Film                     | Langue   | Partenaires                                             | Rôle                             | Notes |
| ----- | ------------------------ | -------- | ------------------------------------------------------- | -------------------------------- | --- |
| 2006  | Aishwarya                | Kannada  |                                                         | Aishwarya                        | |
| 2007  | Om Shanti Om             | Hindi    | Sharukh Khan, Arjun Rampal                              | Shantipriya/Sandhya (Sandy)      | Filmfare Award du meilleur espoir féminin 1e film avec Shahrukh Khan                                                                                          |
| 2008  | Bachna Ae Haseeno        | Hindi    | Ranbir Kapoor                                           | Gayatri                          | |
| 2009  | Chandni Chowk to China   | Hindi    | Akshay Kumar                                            | Sakhi (Ms. TSM)/Meow Meow (Suzy) | Double rôle |
| 2009  | Billu                    | Hindi    |                                                         | Elle-même                        | participation exceptionnelle au love mera hit hit avec Shuh Rukh Khan                                                                                         |
| 2009  | Love Aaj Kal             | Hindi    | Saif Ali Khan                                           | Meera Pandit                     | Nommée Filmfare Award de la meilleure actrice 1e film avec Saif Ali Khan                                                                                      |
| 2009  | Main Aurr Mrs Khanna     | Hindi    |                                                         | Raina Khan                       | Participation exceptionnelle à la fin du film |
| 2009  | Love 4 Ever              | Telugu   |                                                         | Elle-même                        | Participation exceptionnelle |
| 2010  | Karthik Calling Karthik  | Hindi    | Fahran Aktar                                            | Shonali Mukherjee                | |
| 2010  | Housefull                | Hindi    | Akshay Kumar                                            | Sandy                            | |
| 2010  | Lafangey Parindey        | Hindi    | Neil Nithi Mukesh                                       | Pinky Palwar                     | |
| 2010  | Khelein Hum Jee Jaan Sey | Hindi    | Abhishik Bachan                                         | Kalpana Datta                    | |
| 2010  | Break Ke Baad            | Hindi    | Imran Khan                                              | Aaliya                           | |
| 2011  | Dum Maro Dum             | Hindi    |                                                         | Elle-même                        | Participation exceptionnelle dans Mit Jaaye Gum (Dum Maaro Dum)                                                                                               |
| 2011  | Aarakshan                | Hindi    | Saif Ali Khan                                           | Poorbi Anand                     | 2e film avec Saif Ali Khan |
| 2011  | Desi Boyz                | Hindi    | Akshay Kumar, John Abraham                              | Radhika Awasthi                  | |
| 2012  | Cocktail                 | Hindi    | Saif Ali Khan                                           | Veronica Malaney                 | 3e film avec Saif Ali Khan |
| 2013  | Race 2                   | Hindi    | Saif Ali Khan, John Abraham                             | Elena                            | 4e film avec Saif Ali Khan |
| 2013  | Yeh Jawaani Hai Deewani  | Hindi    | Ranbir Kapoor, Aditya Roy Kapoor, Kalki Koechlin        | Naina Talwar                     | Star Plus Audience Jodi of the Year (avec Ranbir Kapoor) |
| 2013  | Chennai Express          | Hindi    | Sharukh Khan                                            | Meena Lochni                     | Screen Awards de la meilleure actrice (prix du jury et prix de public) 2e film avec Shahrukh Khan                                                             |
| 2013  | Ram-Leela                | Hindi    | Ranveer Singh, Richa Chadda                             | Leela Sanera                     | Filmfare Award de la meilleure actrice, Screen Awards de la meilleure actrice (prix du jury et prix de public) - 1re collaboration avec Sanjay Leela Bhansali |
|       | Bombay Talkies           | hindi    |                                                         | Elle-meme                        | |
| 2014  | Kochadaiiyaan            | Tamoul   | Rajinikanth                                             | Princess Vadhana                 | |
| 2014  | Finding Fanny Fernandez  | Hindi    | Ranveer Singh, Arjun Kapoor                             | Angie                            | |
| 2014  | Happy New Year           | Hindi    | Sharukh Khan, Sonu Sood, Abhishek Bachchan, Boman Irani | Mohini Joshi                     | 3e film avec Shahrukh Khan |
| 2015  | Piku                     | Hindi    | Irfan Khan, Amithab Bachchan                            | Piku Banerjee                    | Filmfare Award de la meilleure actrice |
| 2015  | Tamasha                  | Hindi    | Ranbir Kapoor                                           | Tara Maheshwari                  | Filmfare Award de la meilleure actrice |
| 2015  | Bajirao Mastani          | Hindi    | Ranveer Singh, Priyanka Chopra                          | Mastani Bajirao balla            | 2e collaboration avec Sanjay Leela Bhansali |
| 2017  | XXX: Reactivated         | Anglais  | Vin Diesel                                              | Serena Unger                     | |
| 2017  | Raabta                   | Hindi    | Kriti Sanon, Sushant Singh Rajput                       | Elle-même                        | Numéro de dance dans le clip "Raabta" |
| 2018  | Padmaavat                | Hindi    | Shahid Kapoor, Ranveer Singh                            | Rani Padmini of Chittorgarh      | 3e collaboration avec Sanjay Leela Bhansali |
|       | Zero                     | Hindi    | Shahrukh Khan , Anushka Sharma , Katrina Kaif           | Elle-même                        | Apparence spéciale |
| 2019  | Chhapaak                 | Hindi    |                                                         | Malti                            | |
| 2021  | '83                      | Hindi    |                                                         | Romi                             | |
| 2022  | Gehraiyaan               | Hindi    |                                                         | Alisha                           | Pour Amazon Prime Video |
| 2022  | Circus                   | Hindi    | Ranveer Singh                                           | Meena                            | Participation spéciale pour "Current Laga Re" |
| 2023  | Pathaan                  | Hindi    | Shahrukh Khan                                           |                                  | 5e film avec Shahrukh Khan |
| 2024  | Kalki 2898 AD            | Télougou | Nag Ashwin                                              | SUM-80                           | |

## Publicité
En 2007, Deepika est choisie en tant qu'égérie de la marque de cosmétiques Maybelline (L’Oréal) mais est remplacée par Diana Penty en décembre 2008.
Le partenariat de Deepika Padukone avec Tissot commence en décembre 2007, peu après la sortie d'Om Shanti Om
Elle devient, en mars 2008, la nouvelle image de la marque Fiama Di Wills, spécialisée en produits de beauté. Le directeur général, Sandeep Kaul, en est ravi : « La marque Fiama Di Wills représente aujourd’hui les femmes modernes, qui ont confiance en elles, qui sont intelligentes et qui sont informées sur le monde qui les entourent. Deepika représente parfaitement cette personnalité de femme ».
En mars 2009, c’est au tour de la plus grande marque de chewing-gum au monde Wrigley d’annoncer son partenariat avec Deepika Padukone. Pour la première fois en Inde, Wrigley s’associe avec une actrice de cinéma et cela dans le but de promouvoir les avantages de leur chewing-gum sur la santé bucco-dentaire. Deepika Padukone déclare : « Je suis fière d'être associée avec Wrigley, ils contribuent d’une manières pratique à maintenir et améliorer la santé bucco-dentaire à tout moment, n'importe où, à la maison, dans la voiture et pendant les tournages ».
En décembre 2009, Neutrogena choisit Deepika Padukone pour incarner la marque en Inde et représenter une de ses lignes de produits jusqu'en avril 2012.
En avril 2010, Sony désigne Deepika Padukone comme ambassadrice de la marque et annonce le lancement d’une nouvelle campagne publicitaire « Super wide shot Supermodel Campaign » pour l’appareil Cyber-Shot.
Invitée au Festival de Cannes 2010, elle affirme : « Je représenterai l’Inde au Festival de Cannes, je suis invitée par Chivas Regal, qui est un partenaire du festival, pour la première du film français Tournée, je serai présente à l’after party organisée par Chivas Regal. C'est la première fois que je vais à un festival comme celui-ci. Au début, j'étais un peu hésitante, mais maintenant je suis impatiente de rencontrer toutes ces personnes venues du monde entier. Je porterai un sari, de Rohit Bal, car c’est un vêtement très sensuel et chaque fois que les personnes d’autres cultures ou les occidentaux en voient un, ils ont juste un mot à dire : Wow !! ». C'est donc habillée par le styliste Rohit Bal que Deepika monte les marches du Festival de Cannes pour la première fois.